# 米以関係
米以関係（べいいかんけい、ヘブライ語: יחסי ארצות הברית-ישראל、英語: Israel–United States relations）とはアメリカ合衆国（米国）とイスラエル（以色列）との国際関係である。

## 概要
アメリカにとってイスラエルは中東最大の同盟国である。また、米以関係はアメリカ合衆国連邦政府の中東における総合的な政策の重要な要素である。アメリカ合衆国議会はイスラエルと緊密で協力的な関係を維持することの少なからぬ重要性を認めている。議会のイスラエルに対する支援は主に海外援助として現れており、2003年のイラク戦争以降、イラクに抜かれるまでの1976年から2004年にかけて、イスラエルはアメリカの援助の最大の受益者であった。両国の関係における他の問題とともに、議会はこの援助を非常に注視している。議会の関心は過去60年間の異なる政権の政策に影響を与えてきた。両国の関係はアメリカの当初からの同情的な政策と1948年のユダヤ人の祖国建設に対する支援から進展し、類稀な協力関係を築いてきた。アメリカとイスラエルの軍事的なつながりは小さなものだったが、アメリカが超大国としてこの地域の利害調整への意欲をみせると、イスラエルの経済的、軍事的なアメリカ依存はより強くなった。アメリカにはイスラエルへの援助の程度と一般的である関与政策に疑問を呈し、アメリカのイスラエルに対する偏愛がムスリムのアラブ諸国政府との関係を犠牲にしていると主張する者もいる。他の者はイスラエルは戦略的な同盟国であり、そのアメリカとの関係は中東におけるアメリカのプレゼンスを強化しているという考え方を変わらずに維持している。イスラエルはアメリカの中東における2つの主要な昔からの非NATO主要同盟国の1つであり、現在、中東地域には7つの非NATO主要同盟国がある。

## 米以関係が悪化した主な出来事
| アメリカ大統領              | アメリカ大統領 | 出来事           | イスラエル首相           | イスラエル首相 |
| --------------------------- | --- | ---------------- | ------------------------ | -------------- |
| ドワイト・D・アイゼンハワー | | 1956年10月～11月 | ダヴィド・ベン＝グリオン |                |
| ドワイト・D・アイゼンハワー | 第二次中東戦争。アイゼンハワー、イスラエルに撤退を要求。                                                                       |                  | ダヴィド・ベン＝グリオン |                |
| ジェラルド・R・フォード     | | 1975年3月        | イツハク・ラビン         |                |
| ジェラルド・R・フォード     | キッシンジャー米国務長官がイスラエルにシナイ半島からの撤退を要求。ラビン、これを拒否。                                         |                  | イツハク・ラビン         |                |
| ジミー・カーター            | | 1980年3月        | メナヘム・ベギン         |                |
| ジミー・カーター            | アメリカがイスラエル占領地入植非難の国連決議案に賛成票を投じる。イスラエルは反発                                               |                  | メナヘム・ベギン         |                |
| ジョージ・H・W・ブッシュ    | | 1991年3月        | イツハク・シャミール     |                |
| ジョージ・H・W・ブッシュ    | ブッシュが和平の条件にイスラエル軍撤退を要求。イスラエル反発                                                                   |                  | イツハク・シャミール     |                |
| ビル・クリントン            | | 1997年9月～10月  | ベンヤミン・ネタニヤフ   |                |
| ビル・クリントン            | クリントンがネタニヤフを酷評したと報道                                                                                         |                  | ベンヤミン・ネタニヤフ   |                |
| バラク・オバマ              | | 2010年3月        | ベンヤミン・ネタニヤフ   |                |
| バラク・オバマ              | ネタニヤフが東エルサレムにユダヤ人住宅の建設を認める。ミッチェル中東和平大使が同国訪問を延期。両国関係は過去最悪となっている。 |                  | ベンヤミン・ネタニヤフ   |                |

## シオニスト運動への態度
イエスが聖地に帰還するというキリスト教徒の信仰はシオニズムとイスラエルの支配層に深く根ざしている。ユダヤ系アメリカ人社会におけるシオニズムに対する支援は小さなものだったが、1912年に結成されたFederation of American Zionistsのルイス・ブランダイスが関与を始めると、1914年にはProvisional Executive Committee for General Zionist Affairsが創設され、「シオニスト問題が改善される時が来るまで取り組む」とされるシオニスト機関によって地位の向上が図られた。 1917年のイギリスのバルフォア宣言は当時のシオニスト運動を前進させ、公式な正統性を与えた。
ウッドロウ・ウィルソンは苦境にあったヨーロッパのユダヤ人に同情的であり、彼は1919年にアメリカの政策はバルフォア宣言に従うと繰り返し述べたが、シオニズムを公式に支持することはなかった。 しかしアメリカ議会では、パレスチナにユダヤ人の国家を建設することを支持することが述べられた最初の共同決議であるロッジ＝フィッシュ決議 が1922年9月21日、議会を通過した。。同日、イギリスによるパレスチナの委任統治が国際連盟の理事会によって承認された。戦争中の議会による2つの試みにもかかわらず、追従政策は第二次世界大戦後まで続いた。
戦争のさなかのアメリカの外交政策の意思決定はしばしば日和見的であり、議決は戦時の需要によって左右されていた。1942年5月のビルトモア会議において、シオニスト運動は伝統的なシオニスト政策から根源的な新たな出発点を迎え、「パレスチナにユダヤ人の共同体を建設すること」を求め、その目標を述べた。
戦争が終わり、「新しい戦後時代は干渉しない態度を取った戦前の特徴とは対照的に、アメリカの中東における政治的、経済的問題に対する徹底的な関与を目の当たりにした。トルーマン政権のアメリカはソビエトの脅威、イスラエルの建国、そして石油という3つの課題に直面し、この地域におけるアメリカの利害について、これら3つの問題すべての根源的原因に対する政策を明確にせざるを得なくなった」。

## イスラエルの国家の承認
それまでのアメリカの大統領は、ユダヤ人の祖国建設計画を支持する国内の市民グループや労働組合、政党とともにアメリカと世界のユダヤ人のコミュニティーのメンバーからも活動的な援助を受け、勇気づけられていたが、1917年のイギリスのバルフォア宣言について言及されると、彼らは公式に「追従」を続けた。ルーズベルト、トルーマン政権を通じて旧陸軍省と国務省はソビエトとアラブ諸国の関係とアラブ諸国によるアメリカへの石油供給の制限の潜在的可能性について認識しており、アメリカがユダヤ人に代わって調停を行うことの危険性について助言した。この地域における紛争は続き、ヨーロッパにおけるホロコーストの生存者の人道的な状況も悪化したため、1947年11月29日、アメリカの支持を得て、国連総会においてユダヤ人とアラブ人の国家を建設するとする決議181号（パレスチナ分割決議）が採択され、イギリスの撤退に影響を与えた。後にトルーマンがシオニストの支持者による激しいロビー活動が行われていたと述べた。 決議は、アラブ諸国から拒否された。

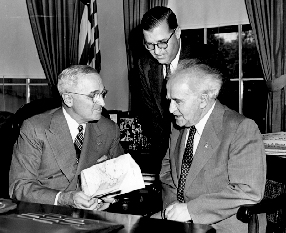
1951年5月8日、ダヴィド・ベン＝グリオン首相（右）とアバ・エバン（中央）と会談するトルーマン大統領

委任統治の終わりが近づいていたが、ユダヤ人の国家を承認するかどうかについての論争は続き、トルーマン大統領とトルーマンの内政および選挙対策アドバイザーであるクラーク・クリフォードと国務省、国防総省との間で大きな意見の相違が認識されるようになった。トルーマンはシオニストに対し同情的であったが、ジョージ・マーシャル国務長官はアメリカがユダヤ人の国家建設の後押しをするのはムスリム世界との関係に悪影響を及ぼし、中東の石油へのアクセスを制限し、地域を不安定化させるのではないかと考えていた。1948年、トルーマンはオーヴァル・オフィスでマーシャル国務長官、ロバート・A・ラヴェット国務次官、クラーク・クリフォード大統領顧問ら数人と会い、パレスチナの状況について話し合った。クリフォードは新しいユダヤ人国家の建設を国連の分割案に基づいて行うべきだと主張した。マーシャルはクリフォードの主張に反対し、彼らが選挙を行った後の国内的な政治決断に基づくべきだとした。マーシャルはもしトルーマンがクリフォードの助言に従い、ユダヤ人国家を承認するならば、選挙でトルーマンの対立候補に票を投じると語った。トルーマンは彼の意見を話し合いの場では明確にしなかった。2日後の1948年5月14日、トルーマン政権のアメリカはイスラエルの事実上の承認をする最初の国になり、11分後、イスラエルは単独で独立を宣言した。この予期せぬ決定の後、アメリカのウォーレン・オースティン国連大使は彼の国連におけるオフィスを後にした。マーシャル国務長官はアメリカの代表団がすべて辞職してしまうことを避けるため国務省の職員を国連に送った。 法的な承認は1949年1月31日だった。
アメリカ人のラルフ・バンチによる国連における調停とそれに続く1949年の停戦合意によって、1948年から続いた第一次中東戦争は終結した。停戦の執行に関連して、アメリカはイギリス、フランスとともに三国宣言に署名した。その中で、国境地域での暴力行為や休戦ラインを引くことを国連の内外で回避することが誓約され、この地域において平和と安定をもたらすためにとる関与政策の概要が規定され、暴力の行使や脅迫に対する異議、この地域における軍拡競争に対する異議が繰り返し述べられた。
地政学的状況が急速に変わっていく中、一般的なアメリカの中東政策は、アラブ諸国の独立、産油国の開発を支援し、軍拡競争を防ぎ、アラブとイスラエルの紛争に対して中立を守りながら、ソビエトの影響力がギリシャ、トルコ、イランに及び、足がかりになるのを防ぐことだった。当初、アメリカの政策立案者は海外支援をこれらの目的の支援のために利用した。

## アメリカ政府の外交政策

### アイゼンハワー政権（1953-1961）
イスラエルが建国当初の困難な時代にあっても、アメリカはイスラエルに対する少なからぬ経済的支援を与えた。そのほとんどは基本的な食料であり、無償ではなかった。西ドイツからイスラエルに国家の歳入の大きな割合を占める程の賠償金が支払われると、それらは国内の開発のために使われた。
フランスはこの頃のイスラエルの主要な武器供与国となり、イスラエルに進んだ軍事的な装備と技術を与えた。この支援は1955年9月、チェコスロバキアと軍備協定を結んだガマール・アブドゥル＝ナーセル大統領のエジプトの脅威にイスラエルが対抗するためだと思われた。1956年のスエズ危機の間、フランス、イスラエルとイギリスはナーセルのスエズ運河奪還とその国有化を防ぎ、シナイ半島の西部を一部占領してアカバ湾の自由な航行を保証することなど様々な理由を背景としたセーヴル秘密協定を締結した。これに反応してアメリカはソ連の協力を得て、エジプトの代わりに国連が介入し、イスラエルを撤退させた。その後、ナーセルはアメリカと緊密な関係を作りたいと願望を表明した。この地域への影響力を高めることやナーセルのソ連への接近を防ぎたい願望はあったが、アメリカの政策は中立を保ち、イスラエルとの同盟関係を強めすぎることはなかった。1960年代初頭、アメリカはホーク対空ミサイルを含む先進的ではあるが防衛的な兵器をイスラエル、エジプトとヨルダンに売却し始めた。

### ケネディ、ジョンソン政権（1961-1969）

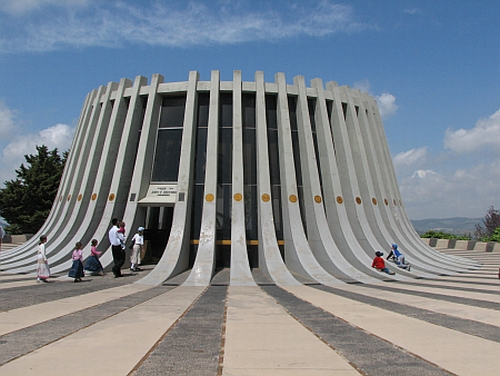
エルサレムの森にあるジョン・F・ケネディを追悼して建設されたヤド・ケネディ。外観は木の切り株のような形をしており、彼の短い生涯を示唆している。

リンドン・B・ジョンソン大統領のアメリカでは、イスラエルに対して全幅の信頼を寄せていたが、その支援に際し、全く疑いがないわけではなかった。1967年の六日戦争の前、アメリカの政権は偏愛主義が現れるのを避けるよう注意を払っていた。ジョージ・レンツォウスキーは著書『アメリカの大統領と中東』の中で、「ジョンソンの不幸な、事実、悲劇的な大統領時代」と述べ、「アメリカの中東における態度」について、米以関係およびアメリカとアラブ諸国の関係が転換期を迎えたと記した。 彼はアメリカの中東認識について1948年以前の「西洋世界の最もありふれたもの」から変化して、「魅力は薄れたものの、スエズ危機におけるアイゼンハワーの忍耐は中東の多くの穏健派を納得させ、もし実際には愛すべきものでなかったとしても、アメリカは少なくともフェアな国として扱われていた。このアメリカの公平と不偏いう視点はケネディが大統領だったときもまだ優勢だった。しかし、リンドン・B・ジョンソンが大統領になると、アメリカの政策は明らかに親イスラエルのほうへ向きを変えていった」と述べた。1967年の6月戦争はこの印象を確信させ、「1967年から（書いていたのは1990年のとき）アメリカは中東において実際には嫌われていた国ではなかったにせよ、最も信頼できない国だということが明らかになった」と書いている。
戦争に至るまで、アメリカの政権は外国の攻撃から自国を守るというイスラエルの必要性に同情的だったが、アメリカはイスラエルの反応が行き過ぎたものになることや地域が不安定になる可能性を懸念していた。イスラエルとヨルダンの間に起きたサム事件はアメリカにとってとても厄介なものだった。なぜならヨルダンもまた同盟国であり、その後別の事件で破壊された東ゴールメイン運河の建設のために5億ドルを受け取っていたからである。
ジョンソン政権が抱いていた当初の懸念は、この地域で戦争が勃発し、アメリカとソ連がそれに巻き込まれることだった。この地域の国々とソビエトによる、初めはホットラインも使われた外交的な激しい交渉も戦争を回避することはできなかった。イスラエルがエジプト空軍を先制攻撃したとき、外交的な解決方法が可能だと感じていたディーン・ラスク国務長官は失望してしまった。
1966年、ソ連製のMiG-21戦闘機に乗っていたイラクのパイロット、ムニール・レドファはイスラエルに着陸し、乗っていた航空機についてすぐさまアメリカと情報を共有した。
六日戦争でイスラエルのジェット機と水雷艇がエジプト海を航行していたアメリカ海軍の技術調査艦リバティーを攻撃し、34人が死亡、171人が怪我をした。イスラエルはリバティーをエジプトの補給艦エル・クセイルと間違い攻撃したと主張し、同士討ちの実例となった。アメリカ政府は多くの論争はあったもののそれとして受け入れたが、いまだに多くの者が故意であったと信じている。戦争が終わると、ワシントンは多くのアラブ諸国（特にエジプト）が恒久的に親ソビエトに向かったと認識した。1968年、議会の強力な後押しを得て、ジョンソンはファントム戦闘機のイスラエルへの売却を承認し、イスラエルの近隣諸国に対する軍事的優位が確立された。しかし、アメリカはソ連製の武器がこの地域に浸透するのを防ぐため、レバノンやサウジアラビアのようなアラブ諸国に対する武器の供与も継続した。
イスラエルとエジプトが消耗戦争を繰り広げる中、イスラエルのコマンド部隊はロースター53と名付けられた作戦において、ソ連が建設したP-12レーダーの基地を占領した。それ以前には知られていなかった情報がその後アメリカに共有された。
1967年にフランス政府がイスラエルに対する武器の禁輸を課したとき、イスラエルはダッソー・ミラージュ5のデザインをスイス系ユダヤ人の技術者から諜報活動によって入手し、これを基にクフィル (航空機)が製造された。これらのデザインもまたアメリカに共有された。

### ニクソン、フォード政権（1969-1977）

#### ロジャーズ案
1970年6月19日、ウィリアム・P・ロジャーズ国務長官は継続中の消耗戦争を鎮静化するため、90日間の停戦とスエズ運河の両側に軍事的停戦地帯を設けるロジャーズ案を公式に提案した。それはイスラエルが1967年に占領した地域からの撤退を求め、両国が相互の主権と独立を認める国連決議242号の枠組みに基づいた合意に至るための努力であった。エジプト人はロジャーズ案を受け入れたが、イスラエルでは国内世論が分裂し、履行しなかった。彼らは連立政権内部から満足な支持を得られなかった。その年の初め、労働者階級が中心の左派政党連合アラインメントが国連決議242号と撤退のための平和を公式に受け入れたのに対し、メナヘム・ベギンと右派政党ガハルはパレスチナ地域からの撤退に断固反対し、政権第2党は1970年8月5日、政権から離脱した。究極的には、ロジャーズ案はニクソンからも満足な支持を得られず失敗に終わった。イニシアティブを求めないヘンリー・キッシンジャー国家安全保障担当大統領補佐官のほうが好まれたからである。
1972年にソビエトの技術指導者がエジプトから引き揚げるという予想もしなかったことが起きたサーダート大統領の就任後も大きな変化は起こらず、また再びワシントンに交渉の意思ありとのシグナルを送った。外交の前線において進展の欠如に直面し、エジプトとの軍事的紛争に備え、ニクソン政権にもっと介入的になるよう望んだ。1973年10月、エジプトとシリアはアラブ諸国の支援を得て1967年の戦争以後占領された領土を奪還するためイスラエル軍を攻撃し、こうしてヨム・キプール戦争が始まった。
情報によると攻撃はエジプトとシリアからのものであったが、ゴルダ・メイア首相は先制攻撃をしないという物議を醸す決断をした。メイアには他の懸念材料よりも、イスラエルが唯一信頼するアメリカがイスラエルがまた新たな戦争を始めたと思ったら助けに来てくれるだろうかというアメリカへの不信があった。振り返ってみると、先制攻撃をしないという決断はおそらく有効なものであると思われた。のちに、ヘンリー・キッシンジャー国務長官が語ったところによると、イスラエルが先制攻撃しても「やりすぎだ」とは受け取らなかっただろうと回想している。1973年10月6日、ユダヤ人のヨム・キプールの休日に、エジプトとシリアはアラブの援軍とソ連の後押しとともにイスラエルに対する一斉攻撃を開始した。この結果起きた紛争はヨム・キプール戦争として知られる。始めのうち、エジプト軍はイスラエルの防衛線を突破してシナイ半島へ進軍し、スエズ運河の東側の海岸に拠点を築いたが、その後、シリアからイスラエル軍を一掃しようとしたときの大きな戦車戦で撃退された。そしてイスラエル軍はスエズ運河を渡った。大きな戦闘で両軍は巨大な損失を被った。それと同時に、シリアはゴラン高原のイスラエルの薄い守りをほとんど突破しようとしていた。しかし、実際にはイスラエルの援軍によって押し返され、逆にイスラエル軍はシリア領内へ突入した。イスラエルは制空権と制海権も奪い返していた。戦争に突入すると、メイアはイスラエルの核兵器の組み立てを承認した。これはアメリカの注意を惹くため、公然と行われたが、メイアはもしアラブの軍事技術がイスラエルより大きく先行することに成功すれば、核をエジプトやシリアの目標物に使用することをも承認していた。ソビエトはアラブ諸国の軍隊、主にシリアへの兵器の供給を再開した。ゴルダ・メイアはニクソン大統領に武器の供給の支援を求めた。ヘンリー・キッシンジャー国務長官はニクソンに「イスラエルに血を流させよう」と語った。3年後、キッシンジャーはニューヨーク・タイムズで物資の空輸を遅らせた理由について、彼が考えをめぐらせていた冷戦外交を和らげるために「イスラエルが十分な血を流す」のを見たかったからだと述べた。しかし、ニクソン大統領はときに「イスラエルを守る空輸作戦」と呼ばれるイスラエルに武器や物資を供給する大規模な戦略的空輸作戦（鋼の草原作戦 ）を開始した。しかし、イスラエルは支援が到達するまでに勢力を挽回していた。
アメリカとソビエトは再び中東の紛争に巻き込まれるのを恐れていた。ソビエトはイスラエルが停戦ラインを超えた場合、エジプトに代わって軍事介入するとほのめかし、アメリカはデフコンのレベルを4から平和時の最高レベルである3に引き上げた。これはイスラエルがスエズ運河東側のエジプト第3陸軍に罠を仕掛け、追い込んだためである。
キッシンジャーはエジプト陸軍がイスラエルの攻撃から逃れられるかどうかは完全にアメリカ次第であるという状況がアメリカにとって絶好の機会であることを理解した。このことはその後アメリカが紛争を仲介し、またエジプトからソ連の影響を排除することを可能にした。その結果、アメリカはイスラエルに罠にはめたエジプト陸軍に対し攻撃しないよう強い圧力を加えた。電話でイスラエルのシムハ・ディニツ大使と話したキッシンジャーは、大使に対してエジプト第3陸軍を攻撃することは「存在してはならない選択肢」だと語った。エジプトはその後支援の要求を撤回し、ソビエトはこれに応じた。
戦後、キッシンジャーはイスラエルにアラブ領からの撤退を迫り、このことはイスラエルとエジプトにひとときの平和をもたらした。戦時におけるアメリカのイスラエル支援は1973年から1974年までOPECによる石油の禁輸というアメリカへの報復を招いた。

### カーター政権 (1977–1981)
ジミー・カーターの時代はアメリカの中東和平プロセスへの非常に積極的な関与政策によって特徴づけられる。1977年5月、30年間イスラエル政府の野党を率いてきたリクードのメヘナム・ベギンの首相選出はイスラエルが占領してきた地域からの撤退に関して大きな政策の転換を引き起こした。 これはアメリカとイスラエルの二国間関係の摩擦の原因にもなった。カーターが主導したキャンプ・デービッド合意を含む2つの枠組みはイスラエルの右派からはエジプトとの和平目的だけでなく、獲得したパレスチナ領からの撤退を迫るアメリカの圧力を生み出したと捉えられた。リクード政権はエジプト・イスラエル平和条約を履行するためシナイ半島からの全面撤退の受諾を主張し、さらにイスラエルがこれまで占領してきた地域からの完全撤退を誓約した。 カーター大統領のパレスチナ人の国家建設と特にリクード政権との緊張で生み出されたパレスチナ人の政治的権利への支援はほとんど何も進展しなかった。

### レーガン政権 (1981–1989)
イスラエルの支持者たちは初期の第一次ロナルド・レーガン政権が米以関係に困難をもたらす可能性に対し懸念を表明した。その理由の一部は大統領が指名した政府高官が過去に鍵となるアラブの国々と関係があるか関係が深い企業団体に属していたからである（例えばキャスパー・ワインバーガーとジョージ・P・シュルツはアラブ世界と強い関係があるベクテル社の役員だった）。 しかし、レーガン大統領のイスラエルに対する個人的な支援とイスラエル人とレーガン大統領のテロリズムや安全保障上の協力、ソビエトの脅威に対する考え方の適合性は二国間関係をかなり強化することになった。
1981年、ワインバーガーとイスラエルのアリエル・シャロン国防相は戦略的協力合意に署名し、両国の国家安全保障について話し合いを継続し、協力を拡大する枠組みを策定した。1983年11月、両国の政治と軍事の共同グループが2年に1度会合するために形成されたことが、その合意の最も大きな成果だった。1984年6月から海空軍の合同演習が始まり、アメリカはイスラエルに軍事装備品を備蓄する2つの施設を建設した。既にアメリカ軍は中東に展開していたが、装備品は必要であればイスラエルに輸送することが可能である。
アメリカとイスラエルの関係は第二次レーガン政権で強化された。イスラエルは1989年に非NATO主要同盟国の地位に格上げされ、武器システムへのアクセスやアメリカの防衛システムの契約の入札に参加する機会が与えられた。アメリカはイスラエルに対する年間30億ドルにも上る巨額の援助を維持し、1985年には自由貿易協定を締結した。それ以来、2つの商取引のパートナー間におけるすべての商慣習上の義務は廃止された。しかし、イスラエルがオペラ作戦と呼ばれるバグダードのオシラク原子炉の空爆事件を起こすと、関係は冷え込んだ。レーガンはイスラエルへの軍用機の輸出を停止し、イスラエルの行為を激しく非難した。1982年のレバノン侵攻のときにも関係は悪化し、アメリカはイスラエルのベイルート包囲戦を止めさせるために経済制裁を科すことすら考えた。アメリカはイスラエルに武器を供給しているのはアメリカであり、それらは防衛的な目的のみ使用されるべきであることを思い起させ、イスラエルに対するクラスター爆弾の輸出を停止した。1982年9月1日、イスラエルはレーガンの和平案の拒否するなど、戦争は両国の政策の深刻な違いをいくつか浮き彫りにしたが、アメリカの政権はイスラエルの重要性を強調し、イスラエルに対する偏愛は変わらなかった。イスラエルの行為には批判的だったが、アメリカはソビエトが提案した国連安保理によるイスラエルへの武器禁輸決議には拒否権を発動した。
1985年、アメリカは2年間で約15億ドルの借款を保証してイスラエル経済の安定を支援し、U.S.–Israel Joint Economic Development Groupと呼ばれる米以両国による経済フォーラムを立ち上げた。
第二期レーガン政権が終わり、1988年12月にアメリカがパレスチナ解放機構との対話を開始すると、多くのイスラエル人はそれを苦々しく思った。しかし、アメリカとPLOの対話やポラードのスパイ事件、1988年春のイスラエルによるシュルツ和平案の拒否などがあったにもかかわらず、アメリカの親イスラエル組織はレーガン政権と第100議会を「今までで最も親イスラエル的だった」とし、全体的な二国間関係のトーンはよいものだったと称賛した。

### ジョージ・H・W・ブッシュ政権 (1989–1993)
1989年5月22日、ジェイムズ・ベイカー国務長官はアメリカ・イスラエル公共問題委員会（AIPAC、親イスラエルロビー団体）の聴衆の前で、イスラエルは「拡大主義的な政策」をやめるべきだと語り、多くの人は比較的親イスラエル的だったレーガンの時代は終わったというシグナルだと捉えた。1990年3月3日、ブッシュ大統領は記者会見で東エルサレムは占領された地域であり、イスラエルが主張するようなイスラエルの主権が及ぶ範囲ではないと語り、リクード政権は怒りを爆発させた。イスラエルは東エルサレムを1980年に併合したが、国際的には認められなかった。アメリカとイスラエルはパレスチナ和平会議を開催するかどうかは1989年の夏の選挙で決めるとイスラエルが計画しているという解釈について合意には至らず、イスラエルの警察官が17人のパレスチナ人を殺害した1990年8月8日のエルサレム事件についての調査の必要性についても合意しなかった。
イラクのクウェート侵攻とそれによって生じたイラクのイスラエルに対する脅威のさなかにおいてもブッシュ大統領はイスラエルの安全保障にアメリカは関与すると繰り返し述べた。イスラエルとアメリカの関係はイスラエルがイラクのスカッドミサイルの目標になった1991年1月16日の湾岸戦争の開始によって緊張は緩和された。アメリカはイスラエルにイラクへの報復攻撃を行わないよう説得した。なぜならイラクはイスラエルを紛争に引き摺り込み、他の多国籍軍に参加した国、特にエジプトとシリアに多国籍軍から離脱してイラクの対イスラエルの戦争に加わらせようとしていると信じられていたからである。イスラエルは報復攻撃を行わず、その忍耐は称賛された。
湾岸戦争が終わると、アメリカは直ちにアラブとイスラエルの和平交渉の舞台作りへと戻った。アメリカの勝利によってアラブとイスラエルの和平プロセスを再興させることができる政治的環境が生まれ、利用すべき機会の糸口があると信じられていたからである。1991年3月6日、ブッシュ大統領は議会での演説でイラク軍をクウェートから排除した後の、中東の新秩序構想について、政権の基本的な政策をしばしば引用した。マイケル・オレンは演説を総括して、「大統領は中東の発展を保障するため、また非通常兵器の拡散を防止するため、アメリカ海軍のペルシャ湾における恒常的なプレゼンスの維持のため彼の計画の概要について話を進めた。しかし、彼の計画で最も重要だったのは平和のための地域原則とパレスチナ人の権利の実現に基づいたアラブとイスラエルの条約の締結だった」と語った。 その第一歩として、ブッシュはマドリードで国際和平会議を開催する意向を示した。
しかし、初期のアメリカの和平の努力とは異なり、新たな経済援助は用いられなかった。これはブッシュ大統領とベイカー国務長官がともに多国籍軍の勝利と、高まるアメリカの威信それ自体が新たなアラブとイスラエルの対話を促したこと、合意や譲歩に基づくよりも彼らの外交的なイニシアティブによるほうが前進につながると感じていたためである。ワシントンは経済援助による誘導は必ずしも必要ではないと感じていたが、既にイスラエルは5月に導入していたため、そのプロセスに入った。イスラエルのイツハク・シャミル首相はアメリカ外交が新たな局面を迎えるためには100億ドルの追加の借款が必要だと要求し、イスラエル政府とブッシュ政権は火花を散らした。
こうしてブッシュとベイカーはマドリード和平会議を1991年10月に召集する手助けをし、参加する当事者すべてがそれぞれ平和交渉に引き続き携わるよう説得した。報道では、ブッシュ政権はイツハク・シャミルのリクード政権と友好的な関係を共有してはいないと広く伝えられていた。しかし、イスラエル政府はシオニズムと人種差別を同等視する国連決議3379号の廃止を勝ち取った。会議が終わり、1991年12月、国連は国連総会決議46/86を通過させた。イスラエルはマドリード和平会議の参加の条件として決議3379号の廃止を挙げていた。1992年の総選挙で労働党が勝利すると、米以関係は改善の兆しが見られた。労働党連立政権は7月19日、ブッシュ政権が借款の条件として凍結を求めていたにもかかわらずシャミル政権が行わなかった占領地域における住宅建設の一部凍結を承認した。

### クリントン政権 (1993–2001)

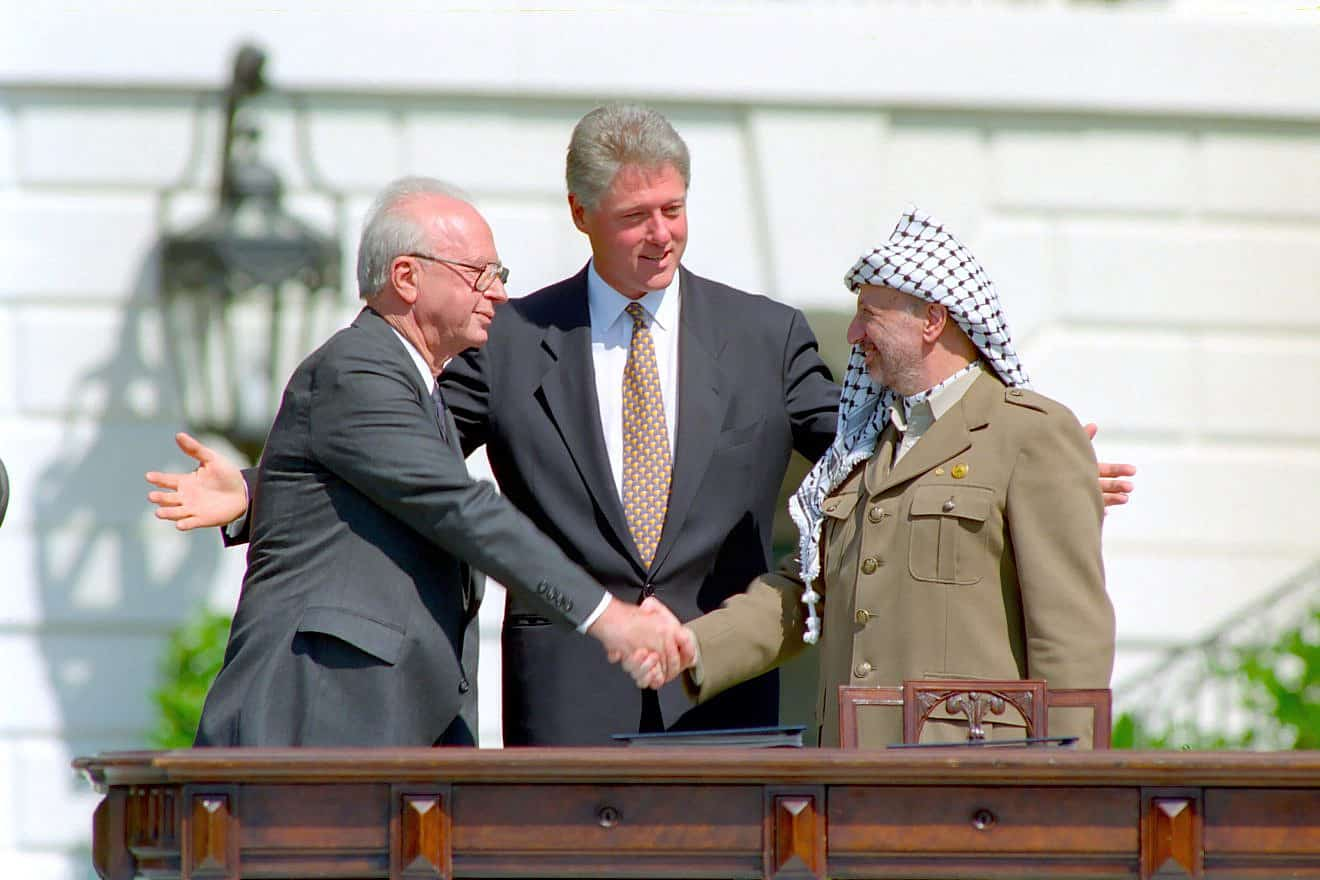
1993年9月13日、オスロ合意におけるイツハク・ラビン、 ビル・クリントンとヤーセル・アラファート

1993年9月10日、イスラエルとPLOは互いを承認する書簡を交換し、9月13日、暫定自治政府原則の宣言に調印した。9月10日、クリントン大統領はアメリカとPLOが再び対話を行うことを発表した。1994年10月26日、クリントン大統領が立会人となってヨルダン・イスラエル平和条約が締結され、1995年9月28日、クリントン大統領とエジプトのムバーラク大統領とヨルダンのフセイン国王が立会人となり、ホワイトハウスでイスラエルとパレスチナは暫定合意に調印した。
1995年11月、クリントン大統領は暗殺されたイツハク・ラビン首相の葬儀に参列した。その後、1996年3月にもイスラエルを訪問した後、クリントン大統領は対テロ活動のための1億ドルとミサイル防衛を展開するための2億ドル、さらに5000万ドルの対ミサイルレーザー兵器の援助を打診した。クリントン大統領とベンヤミン・ネタニヤフ首相は占領地域へのユダヤ人入植政策について合意せず、報道によると、クリントン大統領はネタニヤフ首相が和平プロセスを遅らせようとしていると信じていると伝えられていた。1998年10月23日、クリントン大統領はメリーランド州のワイリバー会議センターで交渉を開催し、ワイリバー覚書への署名が行われた。1998年12月初旬、パレスチナがワイリバー合意を破って独立を宣言をしようとするとイスラエルはワイリバー合意の履行を停止した（パレスチナ人による国家についてはワイリバー合意では言及されていなかった）。1999年1月、ワイリバー合意はの実現はイスラエルで選挙が行われる5月まで遅れることになった。
1999年5月17日、選挙の結果、エフード・バラックが首相に選出され、1999年7月6日、内閣信任決議で信任を勝ち取った。クリントン大統領とバラック首相は緊密な個人的関係を築くため、7月15日から20日まで4日間の会談を行った。クリントン大統領はバラック首相とアラファート議長をホワイトハウスやオスロ、シェパーズタウン、キャンプデービッドで会談して和解させ、シャルムエルシェイク覚書において和平を模索した。

### ジョージ・W・ブッシュ政権 (2001–2009)

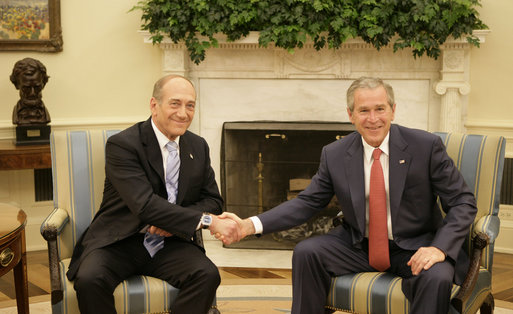
エフード・オルメルトとジョージ・W・ブッシュ

ジョージ・W・ブッシュ大統領とシャロン首相は2001年の3月と6月に会談し、よい関係を築いた。アメリカ同時多発テロ事件後の2001年10月4日、シャロンはアメリカが対テロ作戦でアラブの協力を得るためにイスラエルを犠牲にしようとしているとして、ブッシュ政権のパレスチナに対する宥和政策を非難した。ホワイトハウスは批判は受け入れられないと語った。シャロンは批判について謝罪はせず、アメリカは私のことを理解することができなかったと語った。また、アメリカはウサーマ・ビン・ラーディンを「生死を問わず」捕まえるというアメリカの政策に不満を持つイスラエル人によるテロにつながると信じられていたパレスチナ人暗殺を批判した。
2003年、第二次インティファーダとイスラエルへの経済支援の急激な減少に引き続き、アメリカは2011年まで有効である90億ドルの条件付き融資とU.S.–Israel Joint Economic Development Group（JEDG）での交渉を毎年行った。
近年のアメリカの政権はすべてイスラエルの入植活動を最終的な法的地位が定まっていないとして承認していないが、それはおそらく隣接するパレスチナ人国家との危機を回避するためだと思われる。しかし、ブッシュ大統領は「現実的には既にイスラエル人が密集して住んでいる地域が存在する」ことを考慮する必要があり、「最終的な交渉の結果が1949年の停戦ラインに完全にまた完璧に戻ることを期待するのは現実的でない」と主張した。彼はのちにそれが当事者間の交渉を促すためだったことを強調した。
暴力の行使について、アメリカ政府はイスラエルに軍事作戦によって再び獲得したパレスチナ領からの可及的速やかな撤退を求めた。ブッシュ政権は国連安保理決議はイスラエル人による暴力行為だけでなくパレスチナ人の暴力行為も批判することで「バランス」が取れており、その基準に合致しない決議には拒否権を発動してきたと主張した。
コンドリーザ・ライス国務長官は中東担当特使を指名せず、イスラエルとパレスチナの直接交渉に関与しないとは言わなかった。彼女が2005年にこの地域を訪問したのは数回に過ぎなかったが、イスラエルやパレスチナとともに作業することを望むと語った。ブッシュ政権はイスラエルとパレスチナが平和と安全が保障され、共に生きる解決方法を達成する道であるロードマッププロセスに戻る第一歩であるとしてイスラエルのガザ撤退を支持した。ガザ地区とヨルダン川西岸地区の4つの小さな居住区からの住民の退去は2005年8月23日に完了した。

#### イスラエルのレバノン侵攻 (2006年)

##### 軍事的関係
2006年7月14日、アメリカ議会は2億1000万ドル相当のジェット燃料をイスラエルに売却する可能性があることを通知された。アメリカ国防安全保障協力局はJP-8燃料の売却は「イスラエルがまだ作戦に投入していない航空機を運用可能にし」、「消費されるジェット燃料はこの地域の平和と安全保障を守るために使われるだろう」と指摘した。 7月24日、レバノンのヒズボラの指導者とそのゲリラグループが潜伏する塹壕を目標にし、その破壊のために使われると伝えられている「バンカーバスター」爆弾をアメリカがイスラエルにを供給するプロセスに入ったと報道された。
アメリカのメディアはイスラエルがクラスター爆弾を使用する際には一般市民を目標にしないという協定を破ったかどうかも問題視した。使用された多くのクラスター爆弾はイスラエル・ミリタリー・インダストリーズによって開発されたM-85だったが、イスラエルは紛争でアメリカから購入した古いものも使い、多くの一般市民は避難していたものの、それが一般市民に被害を与えた形跡があった。イスラエルはヒズボラは一般市民が住む地域に頻繁に武器を備蓄し、国際法を破ってそのような地域からロケット弾を発射していたと主張した。クラスター爆弾の多くの弾頭は戦争が終わっても不発弾として残り、レバノンの一般市民を危険にさらした。イスラエルはクラスター爆弾は違法ではなく、軍事施設のみを標的としており,
いかなる国際法も破ってはいないと主張した。

##### 即時無条件停戦への反対
7月15日、国連安保理はイスラエルとレバノンの即時停戦を呼びかけたが、レバノンは要求を再び拒否した。イスラエルの新聞ハアレツは国連安保理の理事国15か国の中で、理事会のいかなる行動にも反対していたのは唯一アメリカだけだったと報じた。
7月19日、ブッシュ政権は即時停戦の呼びかけを拒否した。コンドリーザ・ライス国務長官は明確な条件が決められていなければならないが、そのようなことは何ら明記されていないと語った。ジョン・ボルトン国連大使は停戦の呼びかけの拒否の根拠について、「停戦を呼びかけるだけで問題が解決されるかのように考えることは単純すぎる」と語り、そのような行動は紛争を表面的に解決するだけだと主張した。
7月26日、アメリカ、ヨーロッパ、そして中東の外相会談がローマで行われ、「現在の暴力と敵意の応酬を終息させ、速やかな停戦に至ることを最大限に要求していくため行動していく」とする共同声明が発表された。しかしアメリカはイスラエルの作戦に対する強力な支援活動を維持し、会談の結果はアラブやヨーロッパの指導者の期待に添うことはなかったと伝えられた。

### オバマ政権（2009-2016）
第二次ネタニヤフ政権と新しく誕生したオバマ政権間で米以関係の緊張が高まっている。オバマは政権の座につくと、イスラエルとパレスチナの和平の実現を主な目標の一つとして掲げ、ネタニヤフにパレスチナ人国家の受け入れと交渉の開始を迫った。2009年7月14日、ネタニヤフは不承不承これを受け入れた。アメリカの要求に従い、イスラエルはヨルダン川西岸地区における住宅建設の10か月間凍結案を自らに課した。凍結案にはヨルダン川西岸地区のイスラエル人居住区に既に建設されていた住宅の解体も、イスラエルが主権を主張する東エルサレムに既に建設中だった3000棟の住宅も含まれていなかったため、パレスチナは凍結案が不十分であるとして受け入れず、交渉開始を9か月間拒否した。
2010年3月、ジョー・バイデン副大統領のイスラエル訪問中、イスラエルは東エルサレムのラマト・シュロモに隣接するユダヤ人居住区域において既に始まっていた1600棟の新たな住宅建設を継続すると発表した。この出来事は「近年の両国間で起きた最も深刻な諍いの一つ」と表現された。ヒラリー・クリントン国務長官はイスラエルの行動は米以関係にとって「ひどくネガティブなことだ」と語った。国際的な外交の観点からは、イスラエルが併合したと主張する東エルサレムは占領された領土であると考えられている。オバマは発表について「激怒」していると伝えられた。
それから間もなく、オバマはヒラリー・クリントン国務長官に対し、イスラエルは住宅建設の承認をキャンセルすること、東エルサレムのすべてのユダヤ人住宅の建設を凍結すること、イスラエルはパレスチナに対し和平を望んでいることを明らかにするため数百人のパレスチナ人を釈放すること、イスラエルはエルサレムの分割とパレスチナ人難民問題に対する解決策について話し合うことを合意すること、の4つの部分からなる最後通牒をネタニヤフに送るよう指示した。オバマはこれから行われるネタニヤフや彼の公使のワシントン訪問で、現在あるいは元政権のいかなる人物も会うことはないだろうと強硬な姿勢を見せた。
2010年3月26日、ネタニヤフとオバマはホワイトハウスで会談した。会談では写真撮影も記者会見も行われなかった。会談でオバマはイスラエルに入植活動を凍結の失効以後も行わないこと、東エルサレムにおけるユダヤ人の住宅建設を凍結すること、イスラエル軍を第二次インティファーダ開始以前の状態にまで撤退させることを求めた。ネタニヤフはこれらの問題への譲歩について書面では残さず、入植の計画について何の知識も持ち合わせていなかったオバマにはエルサレム市当局がどのようにして住宅建設に許可を出すかのフローチャートを渡した。それからオバマは、ネタニヤフと彼のスタッフに彼の提案について考え、もし彼が考えを改めれば彼がすぐにオバマに伝えられるようにホワイトハウスにとどまるよう提案し、「私は今でもすぐ近くにいるから何か新しいことがあったら教えてほしい」と言ったと伝えられている。ネタニヤフと彼のアシスタントはルーズベルト・ルームに行き、オバマとともにさらに30分過ごし、和平交渉の再開について話し合うために急遽訪れた彼の滞在期間を1日延長したが、結局双方ともに何も公式な声明は残さなかった。
2011年5月19日、オバマは外交政策についての演説を行い、互いに合意した上で領土の交換を行い、イスラエルに1967年以前の国境に戻すよう呼びかけたが、ネタニヤフは拒否した。 この提案によって、オバマはアメリカの右派の多くからも批判された。演説はオバマとネタニヤフが会談を行う予定だった日の前日に行われた。

### トランプ政権（2016-2021）
2016年アメリカ合衆国大統領選挙ではドナルド・トランプ（共和党）候補が米大使館のエルサレムへの移転を政権公約に掲げ当選した。これまでも大使館の移転については歴代大統領が公約に掲げてきたが、実際には中東情勢を鑑みて移転を見送る政治判断を下してきた。
しかし2017年12月6日、トランプ大統領は会見でエルサレムをイスラエルの首都として認める方針を発表。これに伴い米大使館を現在のテルアビブ
からエルサレムに移転させることも決定された。イスラエル建国70周年を迎えた2018年5月14日、アメリカは在イスラエル大使館をテルアビブからエルサレムに移転した。2019年3月21日には、トランプ大統領が「イスラエルにとっての戦略的、安全保障上の重要性、及び地域の安定の為にも、ゴラン高原がイスラエル領だとアメリカが完全に認める時が来た。」とツイートし、それに対してイスラエルのネタニヤフ大統領は「シリアを利用してイランがイスラエルを破壊しようとしている中、トランプ大統領がイスラエルのゴラン高原における主権を認めた。トランプ大統領、ありがとう！」とツイートした。

## 現在の課題

### アメリカによる援助

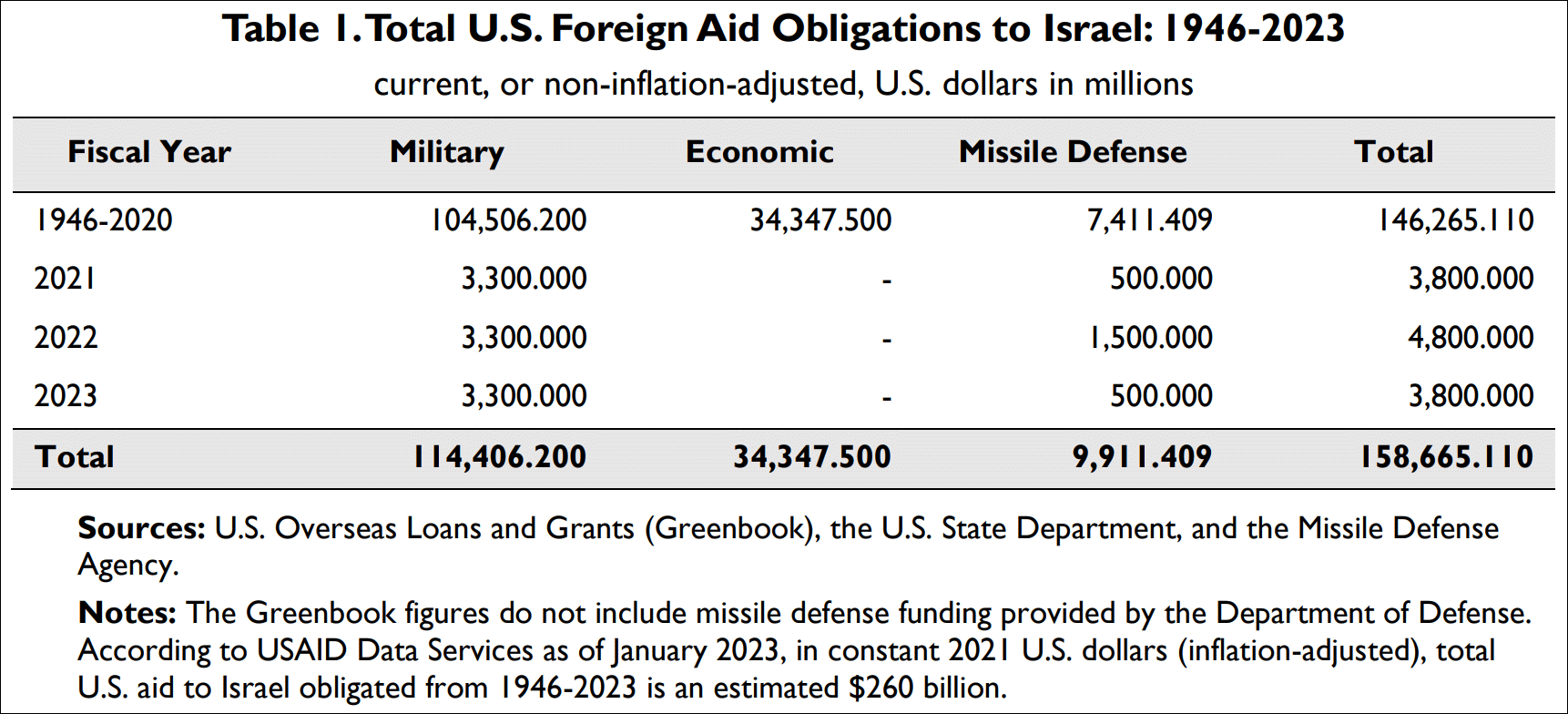
「アメリカのイスラエルへの海外援助」 と題された近年の動静。2008年1月2日に提出された議会調査部の報告書表5より。無償援助と借款のより広い年度にわたるチャートや詳しい分析結果は報告書をご覧下さい。

1970年代以降、イスラエルはアメリカの海外援助を最も多く受け取る国の一つであり続けてきた。そのほとんどは軍事的な援助であり、それらの一部は経済援助でもあった。しかし、経済援助は2007年にすべて打ち切られた。2004年、アメリカの海外援助を受け取る国の序列でイスラエルはイラクに次ぐ2位となった。国民一人当たりのランキングではイスラエルが1位だが、他の中東諸国もアメリカからの援助を受け取っている。エジプトは毎年22億ドル、ヨルダンは毎年4億ドル、パレスチナ自治政府は毎年約5億ドルそれぞれ受け取っている。
2007年、アメリカはイスラエルに対する軍事援助を25%以上増やして以後十年間毎年平均30億ドルにすることにした。アメリカは2007年にイスラエル経済が十分に発展したことを理由に、イスラエルに対する経済援助を打ち切った。
1998年、イスラエルの議会と政府は、10年以上かけてEconomic Support Funds（ESF）を12億ドルから段階的にゼロにし、Foreign Military Financing（FMF）は18億ドルから24億ドルに増やしていくことでアメリカと合意した。予定されていた援助の削減とは別に、テロ対策支援のために2億ドル、ワイ合意の履行のために12億ドルが追加され、緊急補正予算歳出法により2003年度のFMFが10億ドル増額された。2005年度は、イスラエルはFMFにより22億200万ドルを、ESFにより3億5700万ドルを、移民定住支援のため5000万ドルを受け取った。2006年、イスラエル政府は2億4000万ドルのESFと22億8000万ドルのFMFを要求した。2005年6月28日、アメリカ合衆国下院3057号が通過し、7月20日、上院もこれらを承認した。

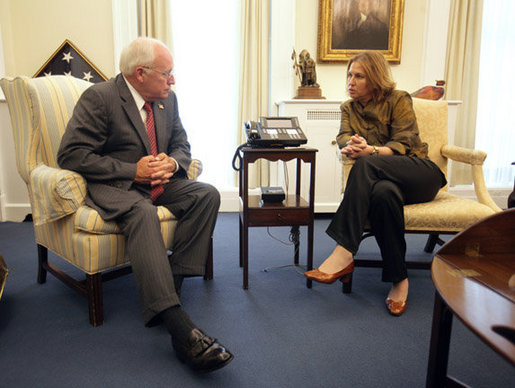
ホワイトハウスでディック・チェイニー元副大統領と会談するイスラエルのツィッピー・リヴニ元外務大臣。

イスラエルのメディアはイスラエルが4年間で22億5000万ドルの特別支援と借款を求めていると報じた。そのうち3分の1はガザ地区の軍事施設の国内移転のために使われ、残りはネゲヴとガリラヤ地区の開発などに使われる。しかし、それらは移住者の援助やガザ地区撤退計画の他の目的のためには用いられることはない。イスラエルの一行が要請を提出するためにワシントンを訪問し、予備的な対話が行われた。公式な要請は議会には提出されていない。アメリカを襲ったハリケーン・カトリーナの経済的打撃の影響で、支援について対話を行う予定だったイスラエルの代表団のワシントン訪問はキャンセルされた。
議会はイスラエル支援に関する他の特別条項も成立させた。1980年代以降、ESFとFMFはすべて現金で給付され、特に何の計画もなく、数回に分けて支払うのではなく、年度の最初の月に一括して支払われた。イスラエルは、軍事援助の約4分の1を、アメリカの軍需産業から調達するのではなく、イスラエル独自の軍需産業の研究と開発のために利用することが許可されている。イスラエルの経済的な苦境に手を差し伸べるため、アメリカはついに3年間で90億ドルの条件付き融資に踏み切り、それは2008年まで延長された。
オバマ大統領は予算委員会で2010年度の海外援助のために538億ドルを充てることを提案した。57億ドルの予算は、FMF、軍事訓練、平和維持活動などに使われる。また、57億ドルのうち、およそ半分の28億ドルはイスラエルのために使われる。さらに、イスラエルは約30億ドルの条件付き融資も利用することができ、追加の基金はもしイスラエルがU.S.–Israel Joint Economic Development Group（JEDG）における交渉で条件面で折り合うことができれば利用することができる。
2010年、下院と上院の歳出委員会は2011年度の予算で、オバマ大統領が要求した30億ドルに上るイスラエルへの軍事費の援助を承認した。委員会による承認を議会はまだ承認していない。
しかし、実際には2009年を通じて、オバマはイスラエルに対する武器禁輸を課したと伝えられた。オバマは和平プロセスを進めるための武器の売却と関係のある重要なプロジェクトやアップグレードを含むイスラエルの主な武器の供与の要求をすべて無視した。同時にオバマは戦闘機やミサイル、ヘリコプター、高速戦闘艇を含む100億ドル相当の武器をアラブ諸国に売却することを承認した。イスラエルは軍事的優位性が失われつつあるという報告があったにもかかわらず、抗議しなかった。
イスラエル空軍の元幹部で退役したエイタン ・ベン・エリヤフ少将はアメリカのロッキード・マーティン・F-35ライトニングⅡのイスラエルへの売却を呼びかけ、核兵器を搭載することができるステルス戦闘爆撃機は両国の関係を試す鍵になっている。

### シリアとの対話に対するワシントンの圧力
シリアはイスラエルにシリア政府との和平交渉を再考するよう繰り返し要求してきた。イスラエル政府内でもシリアの交渉への招待について議論が続いている。複数のイスラエル政府関係者は、イスラエル政府による公式に承認を受けていない、公にされていないシリアとの対話を数回行ったと断言した。
アメリカはダマスカスが宣言したイスラエルとの和平交渉を行いたいという意向が本物なのか確かめるため、イスラエルにたとえそれが試験的なものであってもシリアとの接触は思いとどまるよう要求した。アメリカのコンドリーザ・ライス国務長官は、ワシントンのイスラエル政府に対する考え方は、シリアとの接触はたとえそれが試験的なものであっても試みてはならないということだと力強く語った。イスラエルはワシントンの要求に従い、数年に渡り公式な和平交渉に戻ることを思いとどまってきた。しかし、2008年の5月頃、イスラエルはトルコによる斡旋の下、和平についてシリアとの対話を始めたとアメリカに伝えた。しかし、数か月後、ガザ戦争のため、シリアは和平交渉から撤退した。

### 中国への武器の売却
アメリカとイスラエルは、数年に渡り、イスラエルの高性能な兵器や技術の様々な国、特に中国への売却について定期的に話し合ってきた。アメリカ政府はそのような売却がアジアのアメリカ軍の安全保障にとって有害なものになりうると信じている。中国は他のどの国からも得ることができない技術を獲得するためイスラエルに注目し、通信衛星を含む広い分野にわたる兵器や軍事技術をイスラエルから購入してきた。中国とのより深い関係を育成するため、イスラエルは台湾との協力を強く制限してきた。2000年、アメリカはイスラエル・エアロスペース・インダストリーズによって開発され、進んだ技術を搭載したファルコン早期警戒機の中国への売却を止めるよう説得した。2005年、アメリカ国防総省はイスラエルが1999年に中国に売却し、2004年に中国が台湾海峡で試験飛行を行ったハーピー・キラー無人攻撃機のアップグレードに関する中国とイスラエルの合意について、イスラエルに対し怒りをあらわにした。国防総省は、イスラエルが将来採用を予定しているF-35統合打撃機におけるイスラエル空軍との技術的協力を停止しただけでなく、他のいくつかの協力計画や武器の輸出も停止し、ペンタゴンの関係者がハーピーの売却へミスリードしたと信じているイスラエル国防省のアモス・ヤロン事務総長との対話を拒否した。イスラエルの軍事ジャーナリストによると、アメリカ国防総省はイスラエルに中国と行った60回に及ぶとされる武器の売却の詳細について説明や、イスラエルの武器の管理システムの試験、将来の困難を回避するための武器の売却の理解についての覚書への署名を要求した。

### ベネズエラとの接触の維持
2005年10月21日、イスラエルはワシントンからの圧力によって、アメリカのF-16ジェット戦闘機のアップグレードを受けるためには、ベネズエラとの接触を凍結するように迫られていると報じられた。イスラエル政府はアメリカにベネズエラとの取引の継続について許可を求めていたが、認められなかった。

### エルサレム

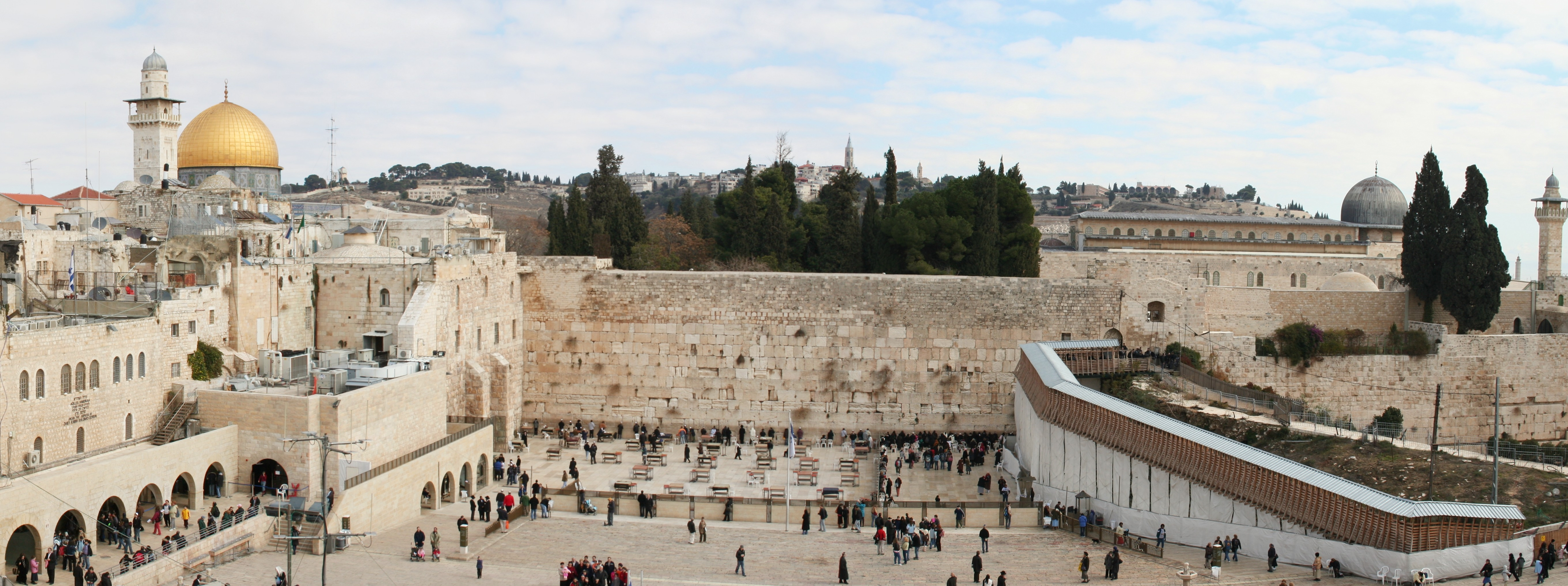
エルサレムにある、ユダヤ人にとって宗教上最も重要な場所である嘆きの壁

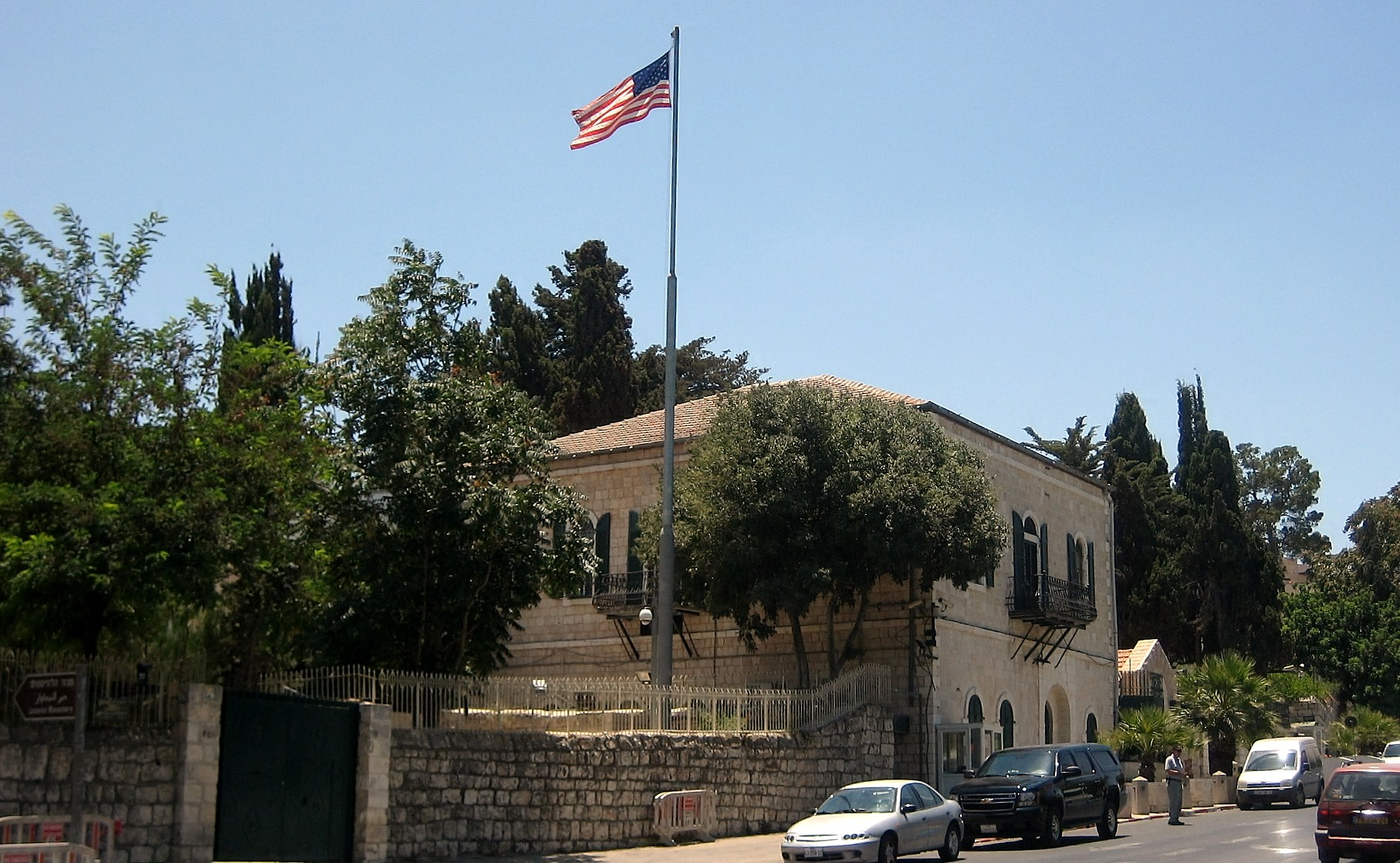
エルサレムの旧アメリカ領事館

1967年の六日戦争による東エルサレムの占領以降、イスラエルは東エルサレムを併合し、エルサレムに編入した。そしてそこに住むアラブ人やアラブ人の官公庁舎の隣に、ユダヤ人を入植させ、ユダヤ人の住宅を建設してきた。イスラエルはエルサレムを併合し、永久かつ分割することのできない我々の資産になったと主張してきた。アメリカはこの立場に同意しておらず、エルサレムの最終的な地位は未だに交渉の議題であると信じている。これはエルサレムの国際的な分割統治を呼びかけた1947年の国連のパレスチナ分割案に基づいている。この立場は他のほとんどの国とシオニストの指導者によって受け入れられたが、アラブ諸国は拒否した。その結果、エルサレムも係争となった国境線上に位置していたため、ほとんどの国は1967年以前はテルアビブに大使館を設置していた。1993年9月、イスラエルとパレスチナ自治政府の間で基本原則宣言とオスロ合意が署名され、交渉の議題となったパレスチナの最終的な地位は国家に近いものであるとされた。アメリカ政府はエルサレムの地位が未解決であったため、アメリカ大使館をテルアビブから移動させない方針を一貫して示してきた。
しかし、1995年、議会両院は大使館を1999年5月31日までにエルサレムに移動させるエルサレム大使館法を圧倒的多数で可決させ、さらに国務省が法を遵守しなかった場合の罰則規定を提案した。大使館の移動に対する行政府の妨害は、議会の外交政策に対する干渉という憲法上の疑問点があるだけでなく、国家の安全保障上の利害に基づく一連の大統領の権利放棄がすべての次の政権による大使館の移動を遅らせてきたため、クリントン政権において成立した。
エルサレムにあるアメリカ総領事館は、1844年、ヤッファ門内に設立された。常設領事事務室は1856年に同じ建物内に設置された。在外大使館のStreet of the Prophetsへの移転は19世紀後半に行われ、1912年には現在のアグロン通りへと移転された。東エルサレムのにナブルス・ロードにある総領事館は1868年にアメリカン・コロニー・ホテルのオーナーであるヴェスター家によって建てられた。2006年、アグロン・ロードのアメリカ総領事館はより広いスペースを確保するため、隣接する1860年代に建てられた修道院を借りた。
2010年3月、デヴィッド・ペトレイアス将軍は中東和平交渉の進展の欠如は「反米主義を助長し、穏健なアラブの政権との関係を傷つけ、アメリカとの協力を強さ、深さの点において制限し、イランの影響力を高め、アメリカのイメージを弱めることを意図し、アルカイダが人材を集めるための潜在的な道具になっている」というマックス・ブートの主張において引用された。ジャーナリストのフィリップ・クラインが質問したとき、ペトレイアスはブートの主張が「都合の良い部分を抽出し」ており、「偏りがある」と語った。He believes there are many important factors standing in the way of peace, including “a whole bunch of extremist organizations, some of which by the way deny Israel’s right to exist. There’s a country that has a nuclear program who denies that the Holocaust took place. So again we have all these factors in there. This [Israel] is just one."。
米以関係は2010年3月、ジョー・バイデン副大統領のイスラエル訪問中に、イスラエルが東エルサレムのラマト・シュロモに1600戸の新しい住宅を建設中であると発表し、緊張が走った。ヒラリー・クリントン国務長官はこの動きについて、「侮辱的である」と表現した。イスラエルは発表のタイミングが不適切だったとして謝罪した。

### 世論

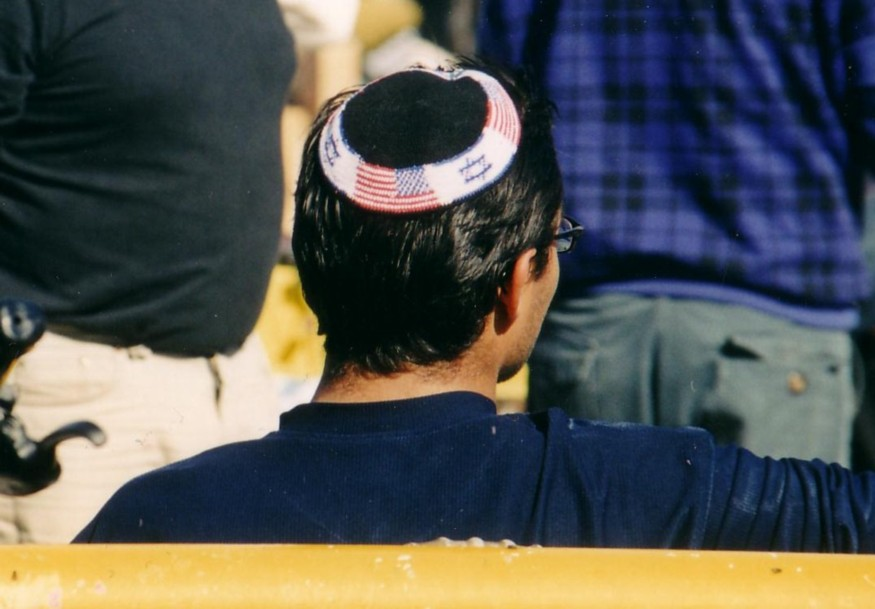
イスラエルとアメリカの国旗が描かれたキッパー

両国が互いに抱く共感は1998年以来わずかながら増え続けており、好きではないとする人の割合もわずかずつ減少し続けているが、世論調査の結果は毎年変化している。イスラエルに同情的な人の割合は一貫して最も大きな割合を占めている。2001年9月11日のアメリカ同時多発テロ事件と2006年のイスラエルとヒズボラの紛争はアメリカ人のイスラエルへの同情を高め、ほとんどのアメリカ人は戦争と市民の犠牲の原因はヒズボラにあると考えていた。イスラエルに同情的な人の割合が最も高かったのは1991年の湾岸戦争の頃で、サダム・フセインを支持していたパレスチナに同情的な人は常に少数派だった。
2006年7月に行われた世論調査では、44%のアメリカ人が「アメリカはイスラエルを適度に支援している」と考えていると答え、11%が「過少である」、38%が「過度である」と答えた。多くのアメリカ人がアメリカのイスラエルへの援助の程度と一般的である関与政策に疑念を呈しており、アメリカの偏愛が様々なアラブの国家との関係の改善を犠牲にしていると主張している。他の国は民主主義的であるイスラエルは役に立つ、また戦略的な同盟国であると考えており、アメリカとイスラエルの良好な関係はアメリカの中東におけるプレゼンスを強化しているという立場を崩していない。2002年から2006年にかけて、支持政党別、イデオロギー別（保守、中道、リベラル）に行われたギャラップ社による世論調査によると、イスラエルに共感を抱く人の割合は右派（保守、共和党支持者）において最も多かったが、左派（リベラル、民主党支持者）においても大きな割合を占めていた。割合は異なっても、どのグループにおいてもイスラエルに共感を抱く人の割合が最も多く、次いでどちらにも共感を抱くあるいはどちらにも抱かないと答えた人が続き、パレスチナに共感を抱くという人は最も少なかった。ギャラップ社が2007年に行った世界情勢に関する世論調査にはアメリカ人による世界の様々な国のランク付けが含まれていたが、そこではこれらの国において何が起こっているかアメリカにとって総合的に重要であるかが問われていた。その調査によると、イスラエルはアメリカ人の多数派（63%）が好意を感じるただ一つの国であり、55%の人がそこで何が起こっているかはアメリカにとって死活的に重要であると答えた。
イスラエルのアメリカに対する態度は概ね好意的である。アメリカ人の国家観を問うたいくつかの方法によると（民主主義、ビジネスを行う方法、音楽、映画とテレビ、科学と技術、アメリカの理想の拡散についてのアメリカ人の理想像）、イスラエルを最も好意的に捕える人の割合は先進国の中でもトップであった。

### 移民
イスラエルはその大部分がユダヤ系移民から成り立っている。イスラエルはユダヤ人の国家建設運動であるシオニズムによって啓発されたニューカマーを歓迎してきた。シオニズムは歴史的な故郷に住むことを願う多くのユダヤ人の感情の表れである。これまでに数多くの移民が中東やヨーロッパの国々からイスラエルに渡ってきた。
アメリカはイスラエルの移民を短期間の間に吸収し同化させるという複雑な任務の支援という特別な役割を演じてきた。イスラエルの建国直後、トルーマン大統領はホロコーストから逃れてきた無数の難民受け入れのため、イスラエルに1億3500万ドルの借款を打診した。移民の増加により、イスラエルの建国から3年でユダヤ人の人口は倍増した。
大規模な移民はイスラエルの歴史を通じて続いてきた。1989年以降、イスラエルは旧ソ連からおよそ100万人のユダヤ系移民を受け入れた。アメリカはイスラエルとともにアラブ諸国やエチオピア、旧ソ連からユダヤ系移民をイスラエルに移送させ、彼らのイスラエル社会への適応を支援してきた。さらに、イスラエル人の一部が祖国を後にしてアメリカに定住するなか、毎年、アメリカから多数のユダヤ系移民がイスラエルに移住している。

#### 企業間の交流
企業の互いの市場の拡大を促進するため、イスラエルとアメリカは各地に商工会議所を設けている。モトローラやIBM、マイクロソフト、インテルなどのアメリカ企業は主要な研究開発の拠点の設立に際し、イスラエルを選択した。NASDAQに上場している企業をはじめとして、北米に展開しているイスラエル企業は他のどの地域よりも多い。

### 戦略的協力関係
アメリカとイスラエルは大規模かつ戦略的な政治的、軍事的協力関係を結んでいる。この協力関係は広範囲に及び、アメリカの援助、情報の共有と合同軍事演習が含まれる。アメリカのイスラエルに対する軍事的援助には無償援助や特別なプロジェクトの割り当て、借款など様々な形がある。

#### 了解覚書
中東における安全保障への脅威に取り組むため、合同軍事演習や活動準備、国防に関する貿易における協力、施設の維持のためのアクセスを含む了解覚書が署名された。了解覚書への署名は安全保障分野における緊密な協力と米以両政府間の調整の始まりを示唆した。イスラエルとアメリカの安全保障面での包括的な協力が公式に明らかになったのはイスラエルのアリエル・シャロン国防相とアメリカのキャスパー・ワインバーガー国防長官が了解覚書に署名した1981年のことで、覚書によって「アメリカとイスラエルの友好関係という共通の資産と二国間に存在する相互の安全保障分野における協力関係が構築された」と認識された。覚書はいくつかの施策を必要としている。

#### ミサイル開発計画
アメリカとイスラエルの戦略的な関係のある側面にはアロー弾道弾迎撃ミサイル計画の共同開発がある。弾道ミサイルを迎撃し、破壊するために開発されたアローは世界で最も進んだミサイル防衛システムである。開発の拠点はイスラエルとアメリカ双方に置かれた。アローはまた、アメリカにより高度な兵器システムの開発に必要な研究結果と経験をもたらした。

#### テロ対策
1996年4月、ビル・クリントン大統領とシモン・ペレス首相はthe U.S.-Israel Counter-terrorism Accordに署名した。両国は情報の共有や訓練、捜査、研究開発と政策立案の分野において協力関係を深めていくことで合意した。

#### 国土安全保障
イスラエルとアメリカは国土安全保障の分野において、連邦国家、州および地域レベルで密接な協力関係を築いている。イスラエルは世界で初めて国土安全保障という概念を確立し、拡げようとしたアメリカ合衆国国家安全保障省と最初に協力関係を築いた国の一つであった。この枠組みには、旅行と貿易の準備と保護を含む多くの分野における協力がある。アメリカとイスラエルの司法当局と国家安全保障当局は定期的に会合を持ち、テロ対策の技術、情報収集や脅威からの予防に関する新しいアイデアを研究している。
2005年12月、アメリカとイスラエルはイスラエル最大の商業港であるハイファに核や他の放射性物質を検出する特別な機材を設置する合意文書に署名した。この努力はアメリカ合衆国エネルギー省の国家核安全保障局の核不拡散計画の一環であり、海外のパートナーとの共同作業によって核や他の放射性物質の違法な流通を発見、阻止するものである。

### スパイ活動
両国の情報機関は強い協力関係にあり、情報の共有を行っているが、両国は互いに行っているスパイ活動について、スパイ交換の合意をしている。

#### イスラエルにおけるアメリカのスパイ活動
2004年に公開された情報によると、あるイスラエル政府の政府高官、おそらくは内閣の大臣、は1967年の六日戦争の頃にアメリカのスパイとして活動していたという。スパイは情報をアメリカの駐在武官を通して着実にアメリカに送り続けた。情報には六日戦争におけるイスラエルの活動についての詳細な情報とともに、軍事や政治に関する文書が含まれていた。
1986年、イスラエル軍の諜報員ヨセフ・アミットはアメリカのスパイとして活動に従事していた。アミットはCIA局員にレバノンとパレスチナ領域のイスラエル軍の動向や将来の計画について記された機密文書を売却しただけでなく、イスラエル国内の情報機関であるイスラエル総保安庁の極秘文書も売却していた。彼の友人がアミットとアメリカの情報機関とのつながりを報告したため、彼の活動はイスラエル総保安庁とイスラエル警察に知られることとなった。彼の自宅は捜索され、膨大な量の機密文書が見つかった。アミットは1987年に有罪判決を受け、1993年まで服役した。
リクードの中央委員および安全保障委員を務めていたポーランド系移民のアンドリェーズ・キエルチンスキーは、1985年にイスラエルで活動するスパイとしてCIAにリクルートされたと主張している。それから1991年までの間、キエルチンスキーはイスラエルに関する膨大な量の情報をアメリカに提供したと伝えられており、アメリカの情報機関はイスラエルの入植政策や核開発計画、政府とクネセトの外交安全保障委員会の議論について特に特に関心を示していたという。情報には国家監査官によるモサドやイスラエル総保安庁の報告も含まれており、イスラエルの地位はアメリカとの秘密会談で取り扱われた。キエルチンスキーの活動は発見され、容疑がかけられていることが明らかになったのち、1992年に彼はイスラエルを脱出した。キエルチンスキーはまずポーランドに行き、それからアメリカに向かった。そこで彼は政治的亡命や退職金、年金を要求したが拒否され、彼はイスラエルに追放された。彼はイスラエル総保安庁から尋問を受け、ジャーナリストと口を利かないよう警告された。しかし、イスラエル総保安庁は結局彼への捜査を中止した。
イツハク・ラビン元首相は、イスラエルはときにイスラエルの安全保障を脅かす情報を盗むこともあるアメリカのスパイを数年ごとに拘束していると主張した。ラビンによると、イスラエルはスキャンダルを放置し、通常はスパイを追放したという。
1996年、アメリカ国家安全保障局（NSA）はワシントンのイスラエル大使館で盗聴を行い、イスラエルはセキュリティコードを破られ、イスラエルの政策の最も深い秘密がアメリカに知られることになった。それだけでなく、NSAはチェビー・チェイスの大使館職員全員の自宅の盗聴まで行っていた。大使館の職員は数年後盗聴の事実に気付き、その後イスラエルは暗号のプロトコルの大幅な変更を行った。職員はもともと、盗聴の可能性について警告されており、電話線の盗聴対策や電報を極力送らないこと、また時には口頭で直接報告するためイスラエルに帰国したりしていた。さらに、イスラエルはアメリカの情報機関がイスラエル政府や世界のイスラエル大使館職員の会話を盗聴してきたと信じていた。イスラエルの情報機関であるイスラエル総保安庁は、海外で勤務するすべての外交官に対し、電話での会話はあたかも盗聴されているようにかのように考えて常に気を付けるよう指示し、また機密情報の暗号について話し合った。
2004年11月、イスラエル海軍はハイファの沖合18kmにアメリカの潜水艦がいることを探知し、追尾して追い払った。潜水艦はイスラエルについての情報収集活動を行っていたと考えられていた。イスラエルの関係者によると、そのようなスパイ行為はよくあることであり、西側諸国のスパイ潜水艦は以前にもイスラエルに捕捉されたことがあるという。事件後、アメリカはイスラエルがロケット弾攻撃の報復としてガザ地区に侵攻することやレバノンやシリアのヒズボラに対する防衛的な行為を防ぐため、イスラエルに対する諜報作戦の回数を増やしたと伝えられた。さらにアメリカは偵察衛星によってイスラエルの軍事活動の意思決定や兵器の輸出入、兵器の試験について監視する回数を増やし、また、イスラエル政府と軍事施設の通信の傍受も強化したと報道された。
アメリカの情報機関はディモナ近郊のネゲヴ原子力研究センターでイスラエルが秘密裏に行っている核開発計画に対してスパイ活動を行っている。アメリカの情報機関が施設の存在に気付いたのはU-2偵察機がその上空を飛行した1958年のことで、2年後、それが核施設であることが確認された。。イスラエルの情報機関について書かれた政府が出資した書籍によると、アメリカの情報機関は電子的盗聴とテルアビブの訓練された職員を使うことによって、イスラエルの非通常兵器について「その意思決定段階の背後で何が起こっているのか」情報収集を試みてきたという。
アメリカ外交公電ウィキリークス流出事件によって明らかになった2008年10月31日以降の国務省の機密公電によると、ブッシュ政権はCIAと国防情報局およびイスラエル、ヨルダン、レバノン、エジプトとサウジアラビアのアメリカ大使館を通じて、イスラエルの政治システム、社会、通信インフラ、軍に対するスパイ作戦を指揮していたという。外交官とスパイはパレスチナ領内やシリア、レバノンにおけるイスラエルの軍事作戦の計画について情報を収集するよう指示されていた。アメリカのエージェントはイスラエル軍の司令官の態度を細かく調査し、また、イスラエル軍の編成部隊の単位、装備品、メンテナンスのレベル、訓練、モラル、作戦への準備、戦術、対反乱作戦や対テロ作戦の通常とふう非通常の技術と手続き、占領された地域において軍事的準備のために投入された予備役の影響に関するイスラエルの査定について情報を収集した。情報機関はまた政府の計画、イスラエルの政治家が軍事攻撃を決断する際に影響を受けうる潜在的手法、政治家のアメリカに対する態度、軍事および文民指導者、イスラエル軍、情報機関、通信インフラの民間企業の公式および個人の電話番号、FAX番号、メールアドレス、また、パスポートや政府が交付するID番号を作成する際のコードの意味も得ようとしていた。さらに、アメリカのインテリジェンス・コミュニティーはヨルダン川西岸地区とゴラン高原のイスラエル人居住区に焦点を当て、様々な住民グループの境界線、入植政策関連の予算と補助金、入植者のロビー活動と入植の方法を含む政治家、軍人との関係についての情報も得ようとしていた。

#### アメリカにおけるイスラエルのスパイ活動
1984年、イスラエルの科学技術関連の情報機関であるレケムは、アメリカの情報を入手するため、ユダヤ人の海軍情報局員であるジョナサン・ポラードをリクルートした。1984年6月初旬より、ポラードはレケムに数万点に上る機密文書を売却した。彼の同僚の報告によって文書の持ち出しが発覚し、彼は逮捕されて有罪判決を受けた。4人のイスラエル人もまた告発されたが、4人は皆、逮捕されるのを避けるためイスラエルにとどまった。ポラードは終身刑を言い渡され、彼の妻もまた5年の懲役を受けた。ポラードには同盟国からのスパイ行為を未然に防ぐため、他の多くの友好的でない国のスパイよりも重い刑が言い渡された。1996年に彼はイスラエルの市民権を獲得し、イスラエル政府はアメリカの担当者に定期的にポラードの件を持ち出している。
イスラエルの情報機関は1980年代にアメリカの軍産複合体の中に浸透し、イスラエルは国内の防衛産業のレベルを高めるため、産業スパイ活動を行った。イスラエルの情報機関は、ポラードの事件以後も政治指導者のアメリカに対してスパイ行為を行ってはならないという指示を無視して産業スパイ行為を継続した。1996年の国防総省の安全保障に関するメモによると、イスラエルの情報機関はアメリカの情報収集衛星のデータや、ミサイル防衛の情報、航空機や戦車、艦艇、レーダーに関するデータを含む軍事、産業技術に関する情報を「アグレッシブに」収集していたという。ポラードの事件と他の4つのアメリカにおけるイスラエルのスパイ作戦について、メモはアメリカでイスラエルがスパイをリクルートする技術には、イスラエルの重要な産業に配置することとともに、民族的な絞り込み、金銭的な報酬の約束や脆弱な個人を特定し利用することが含まれると述べている。1986年、イリノイ州の光学機器メーカーが知的財産権を所有し、1980年代にレーダーシステムに試験的に導入された情報をイスラエルのエージェントが盗んだとメモは主張している。1998年、FBIはフランス、ドイツ、中国、ロシアに加え、イスラエルがアメリカにおける産業スパイ活動で主要なプレイヤーとなっていることを非難した。
アメリカ陸軍に技術エンジニアとして勤務していたユダヤ系アメリカ人ベン・アミ・カディッシュは、核兵器やF-15ジェット戦闘機、パトリオットミサイルの設計図を含む50～100点の国防に関する機密文書をイスラエルに売却していた。彼はこれらの文書の売却を1979年から始め、1985年まで続けた。カディッシュは2008年に逮捕された。イスラエルのメディアによると、両国の関係が冷え込んでいた2004年、ポラードが活動していた頃に、他にもエージェントを送っていたのではないかと疑っていたブッシュ政権の圧力により、イスラエルはカディッシュの身元をアメリカに明かした。
アメリカ空軍の予備役で元大佐のローレンス・フランクリンは、アメリカのイランに対する政策に関する機密文書をイスラエルに渡し、AIPACのメンバーであるスティーブ・J・ローゼンとキース・ワイスマンはその手助けをしていたと伝えられている。ローゼンとワイスマンは最初に起訴され、不起訴処分となったが、フランクリンの活動は発見されて逮捕され、2005年、罪を認めた。イスラエル大使館は関与を否定している。

## より深い理解のために
- Leep, Matthew Coen. "The Affective Production of Others: United States Policy towards the Israeli-Palestinian Conflict,” Cooperation and Conflict 45(3): 331-352 (2010)